# Amália Rodriguesová
Amália Rodriguesová, plným jménem Amália da Piedade Rodrigues (23. července 1920 nebo 1. července 1920 – 6. října 1999 Lisabon) byla portugalská zpěvačka a herečka. Světově proslavila portugalský žánr fado a byla známa jako „královna fada“.

## Vyznamenání
- dáma Řádu svatého Jakuba od meče – Portugalsko, 16. července 1958[2]
- rytíř Řádu umění a literatury – Francie, 1970
- Národní řád cedru – Libanon, 1971
- důstojník Řádu svatého Jakuba od meče – Portugalsko, 16. února 1971[2]
- velkodůstojník Řádu prince Jindřicha – Portugalsko, 9. dubna 1981[2]
- komandér Řádu umění a literatury – Francie, 1985
- velkokříž Řádu Isabely Katolické – Španělsko, 1990
- velkokříž Řádu svatého Jakuba od meče – Portugalsko, 4. ledna 1990[2]
- rytíř Řádu čestné legie – Francie, 1991
- velkokříž Řádu prince Jindřicha – Portugalsko, 27. července 1998[2]